# Будимир Дубак
Будимир Дубак (Андријевица, 25. фебруар 1952) српски је књижевник и политичар из Црне Горе.

## Биографија
Студирао је југословенску и свјетску књижевност на Универзитету у Београду.
По повратку у Црну Гору након студија, уређивао је Омладинског покрета и ревије Овђе.
Радио је у Министарствима културе и вјера. Обављао је функцију министра културе у Влади Црне Горе.
Један је од обновитеља рада Народне странке (најстарије станке у Црној Гори, основане 1906), обновљене 1990. године.
Његова изабрана дјела објављена су у седам томова 2005. године.
Преведен је на више светских језика.
Живи у Подгорици.

## Награде
- Награда „Бранко Радичевић”, 2019.[5]
- Награда „Марко Миљанов”, за књигу Човјек без утјехе, 1989.[4]
- Награда „Лаза Костић”, специјална, за књигу Драме, 1997.[4]
- Награда „Петар Кочић”[4]
- Награда „Кондир Косовке девојке”, 1995.[4]
- Награда „Печат Херцега Шћепана”[4]
- Награда „Универзитетска ријеч”[4]
- Награда „Светосавско благодарје”[4]
- Награда „Миодраг Ћупић”[4]
- Видовданска повеља[4]

## Дјела
- „Посланица наговарачу“ (пјесме)
- „Оно чега нема“ (збирка кратких прича)
- „Забита места“ (пјесме)
- „Астраријум“ (роман)
- „Заобилазни пут“ (есеји)
- „Човјек без утјехе“ (фантастични роман у приповјеткама)
- „Лелеј“ (пјесме)
- „Парастос“ (драма), премијерно изведена на руском у Москви
- „Хиландар“ (пјесме)
- „Пустиња Оптина“ (пјесме)
- „Максим Други“ (драма)
- „Два лица траже лица“ (пјесме)
- „Кинески ресторан“ (пјесме)
- „Откривења“, (пјесме)
- „Туга за седам свијетњака“ (пјесме)
- „Тако је говорио“ (жанр-колаж)
- „Скадарске елегије“ (пјесме)
- „Гиљотина за душу“ (политеји)
- „Огледање“ (драма), премијерно изведена на руском
- „Зубља Његошева“ (бележница)
- „Христ у аду“ (пјесме)